# Festival Internacional de Cinema de Sant Sebastià 1966
La 14a edició del Festival Internacional de Cinema de Sant Sebastià va tenir lloc entre el 9 i el 18 de juny de 1966. En aquesta edició continuava tenint la categoria A de la FIAPF, és a dir, festival competitiu no especialitzat.

## Desenvolupament
Fou inaugurat el 9 de juny de 1966 amb un acte solemne al Museu Sant Telmo amb la presència del ministre d'informació i turisme Manuel Fraga Iribarne, del director general de cinematografia José María García Escudero, l'alcalde de Sant Sebastià José Manuel Elósegui Lizariturry, i del director de festival, Carlos Fernández Cuenca, i que va acabar amb un recital de guitarra de Narciso Yepes. Finalment, al Teatre Victoria Eugenia es va projectar el curtmetratge Faces of America i el llargmetratge The Glass Bottom Boat de Frank Tashlin, fora de concurs. Les dues principals actrius que havien de venir, Sara Montiel i Anita Ekberg, finalment no hi van assistir. El dia 10 van arribar Sarah Miles i Desmond Davis i es projectaven Le Dimanche de la vie de Jean Herman, Haiducii de Dinu Cocea i fora de concurs Obchod na korze de Ján Kadár. El dia 13 es van exhibir Tant qu'on a la santé de Pierre Etaix i I Was Happy Here de Desmond Davis, que foren molt ben acollides pel públic, a diferència de la japonesa Hyōten. Fora de concurs es va projectar Shock Corridor de Samuel Fuller. L'endemà es va projectar l'argentina Del brazo y por la calle. El mateix dia es va produir una manifestació abertzale davant del govern militar i que fou dissolta quan es dirigir a l'Hotel María Cristina; va acabar amb 18 detencions. El 14 es van projectar dues pel·lícules de temàtica jueva, la italiana Andremo in città i l'estatunidenca Cast a Giant Shadow. El dia 15 es van projectar Othello de Stuart Burge i protagonitzada per Laurence Olivier i la txecoslovaca Intimni osvetleni d'Ivan Passer. El mateix dia va visitar el festival Anouk Aimée, que havia vingut per la presentació oficial d' Un homme et une femme de Claude Lelouch. El dia 16 es van projectar el western Nevada Smith de Henry Hathaway i Madamigella di Maupin de Mauro Bolognini. El dia 17 es va estrenar la pel·lícula soviètica Rano utrom i la grega Diplopeniés, alhora que al menjar amb la premsa el director del festival Carlos Fernández Cuenca va anunciar la seva dimissió per motius de salut, tot i que després la retirà per les mostres de suport dels periodistes. El dia 18 es van anunciar i entregar els premis.

## Jurat oficial
- Joseph-Marie Lo Duca
- Giacinto Giaccio
- Antonio Isasi Isasmendi
- Hugo Mac Dougall
- Alfredo Matas
- Wilhelm Petersen
- Raymond Rohauer
- Francesc Rovira-Beleta
- Jerzy Toeplitz

## Retrospectives
Les retrospectives d'aquesta edició foren dedicades al cinema de ciència-ficció i a Buster Keaton.

## Selecció oficial
Les pel·lícules de la selecció oficial de 1966 foren:
- Andremo in città de Nelo Risi
- Cast a Giant Shadow de Melville Shavelson
- Del brazo y por la calle d'Enrique Carreras
- Diplopeniés de Iorgos Skalenakis
- Doctor Jivago de David Lean  (fora de concurs)
- Haiducii de Dinu Cocea
- Hyōten de Satsuo Yamamoto
- I Was Happy Here de Desmond Davis
- Intimni osvetleni d'Ivan Passer
- Jo, jo, jo... i els altres d'Alessandro Blasetti  (fora de concurs)
- Le Dimanche de la vie de Jean Herman
- Madamigella di Maupin de Mauro Bolognini
- Nevada Smith de Henry Hathaway
- Niekochana de Janusz Nasfeter
- Nueve cartas a Berta de Basilio Martín Patino
- Othello de Stuart Burge
- Rano utrom de Tatiana Lióznova
- Tant qu'on a la santé de Pierre Etaix
- The Glass Bottom Boat de Frank Tashlin  (fora de concurs)
- … pour un maillot jaune de Claude Lelouch

## Palmarès
Els premis atorgats en aquesta edició foren:
- Conquilla d'Or a la millor pel·lícula I Was Happy Here, de Desmond Davis
- Conquilla d'Or (curtmetratge): Skrzydła, de Leonard Pulchny
- Conquilla de plata: Tant qu'on a la santé de Pierre Etaix
- Conquilla de plata a la primera obra: Basilio Martín Patino per Nueve cartas a Berta
- Premi Sant Sebastià a la millor direcció: Mauro Bolognini, per Madamigella di Maupin
- Premi Sant Sebastià d'interpretació femenina: Evangelina Salazar, per Del brazo y por la calle, d'Enrique Carreras
- Premi Sant Sebastià d'interpretació masculina: Frank Finlay, per Othello, de Stuart Burge